# Gana (Sicasso)
Gana ou Gagna é uma vila da comuna rural de Quinian, na circunscrição de Sicasso e região de Sicasso do sul do Mali.

## História
Em 1857, o fama Daulá Traoré (r. 1845–1860) sitiou a aldeia de Surunto ou Sugunto. Seus habitantes fogem para Pela e então para Gana, onde desistem de fugir e são executados.